# Mount Mahler
Der Mount Mahler ist ein 3809 Meter hoher Berg im US-Bundesstaat Colorado. Er bildet den achthöchsten Gipfel der Never Summer Mountains und ist nach dem österreichischen Komponisten Gustav Mahler benannt.